# Nukuoro Village
Nukuoro Village är en ort i Mikronesiska federationen.   Den ligger i kommunen Nukuoro Municipality och delstaten Pohnpei, i den sydvästra delen av landet, 500 km sydväst om huvudstaden Palikir. Nukuoro Village ligger 10 meter över havet och antalet invånare är 362.
Terrängen runt Nukuoro Village är mycket platt.  Det finns inga andra samhällen i närheten. 